# De loodhervormer
Heer Bommel en de loodhervormer (in boekuitgaven/spraakgebruik verkort tot De loodhervormer) is een verhaal uit de Bommelsaga, geschreven en getekend door Marten Toonder. Het verhaal verscheen voor het eerst op 17 april 1972 liep tot 27 juni van dat jaar. 
De basis van de alchemie en de steen der wijzen worden opnieuw beoefend.

## Samenvatting
Heer Bommel  vindt op straat een staafje goud en ziet een verwaarloosde zwerver die het uit zijn versleten jas moet hebben verloren. Hij wil het teruggeven maar moet het desgevraagd toch behouden. De kasteelheer vindt dat niet kunnen. Rondlopen in een versleten jas en goud uitdelen geeft moeilijkheden! Dat klopt want opdringende stadgenoten kunnen slechts met een verdere gouduitdeling worden afgeleid. Heer Bommel probeert de nog steeds boze stadgenoten tevreden te laten zijn met de beperkte uitdeling. Zijn woorden hebben tot gevolg dat de zwerver ongezien kan verdwijnen.
Onderweg naar zijn kasteel Bommelstein komt hij Tom Poes tegen. Na het verhaal te hebben beluisterd, zegt hij Hm. Bediende Joost krijgt in het kasteel eveneens het verhaal te horen. Op dat moment vliegt er een steen door de ruiten en stormt de zwerver het kasteel binnen, nadat Joost zich schroomvallig naar de voordeur had begeven. Een boze menigte zoekt de goud-uitdeler. Heer Bommel weet ze met een list de verkeerde kant op te sturen. De zwerver stelt zich voor als Roerik Ommenom. Hij heeft 40 jaar in afzondering geleefd. 
Omdat de zwerver niet mee wil eten, krijgt hij de badkamer tot zijn beschikking. Daar verandert de loden waterleiding ineens in goud en de waterstroom stokt. Roerik ziet tot zijn schrik dat zijn steen ertegenaan heeft gelegen. Heer Bommel denkt dat hij met een ambachtsman te maken heeft en niet met een voortvluchtig diplomaat. Hij gaat samen met Tom Poes om de tafel zitten met Roerik. 
Roerik is een loodhervormer. Hij is de eerste die het na 40 jaar is gelukt. Op dat moment meldt Joost de terugkeer van de menigte. Ook commissaris Bulle Bas en brigadier Snuf zien het bij het kasteel uit de hand lopen. De brigadier wil versterking halen, maar de commissaris kiest voor actie. Heer Bommel spreekt vanuit het kasteel de menigte toe. Uiteindelijk worden ze voorlopig verjaagd als Joost een vuurpijl afschiet. 
Op aandringen van heer Bommel vertelt Roerik Ommenom nu zijn verhaal. Hij komt uit een familie van alchemisten. Van vader op zoon hebben ze geprobeerd de formule om goud te maken te vinden, de formule van de steen der wijzen en die van het levenselixer. Lood is alles wat men nodig heeft. Men begint het lood zachtjes te smelten. Tom Poes houdt het voor gezien en verlaat het vertrek, waar buiten bediende Joost gespannen staat te luisteren. Rond het kasteel hergroepeert de menigte zich opnieuw. Tom Poes ziet het gebeuren en brengt Roerik in veiligheid door de achterdeur. Verder wijst hij hem de weg door het weiland over de heuvel naar het station. De menigte valt vlak daarna het kasteel binnen en gaat na het plegen van vernielingen door de achterdeur onverrichter zake naar buiten. Op dat moment komt de commissaris de zwerver arresteren. Heer Bommel neemt het voor hem op. Hij kan immers goud maken. Als Tom Poes terugkeert naar het kasteel ziet hij Wammes Waggel met een ronde steen in zijn handen. Die heeft hij gevonden. 
Heer Ollie vindt het idee van goud maken interessant en, nadat Tom Poes de alchemist heeft helpen vluchten, begint hij op de verkregen aanwijzingen van Ommenom zelf lood te smelten. Op de Kleine Club spreekt de commissaris zijn vermoedens uit. De markies krijgt desgevraagd uitleg van de kasteelheer. Op het kasteel kan Joost nu niet achterblijven en na dreiging met ontslag wordt hij ook ingewijd in de loodhervorming. De bezorgende kruidenier Grootgrut komt ook iets over lood te weten. Inmiddels zijn de vaten port uit de kelder gerold en is de kasteelheer daar begonnen met de loonhervorming.
Om aan meer lood te komen worden Super en Hieper ingeschakeld, die hun lompenhandel flink zien opbloeien, maar om aan verkoopbaar lood te komen verlaten ze al gauw het rechte pad. Ze stelen lood uit overheidsgebouwen. Super ruikt superzaken. De Bolle vertelt zijn geheim aan iedereen. De loodhandel wordt zo de enige echte goudmijn. Dit loopt volledig uit de hand. De loodzetsels van de krant worden ook al gestolen. Brigadier Snuf is de enige die nog op zijn post zit. Ook commissaris Bulle Bas heeft in het belang van het onderzoek de nodige informatie tot zich genomen. Super en Hieper zijn de meest gevierde stadgenoten.
Tom Poes moet er alles aan doen om heer Ollie en de andere nieuwbakken alchemisten ervan te overtuigen dat goud maken echt minstens 40 jaar duurt. Dat heeft hij van Roerik Ommenom gehoord. Die zoekt bij het kasteel naar zijn steen der wijzen, die hij in het oproer is verloren. Hij kan nu geen goud meer maken, want dat duurt 40 jaar. Het gaat exact om 123.456.789 maal roeren. Het is geen formule maar een werk. Na het roeren is de steen een steen der wijzen geworden. Dan wordt het lood dat hij aanraakt goud. Roeren, 40 jaar, 10 uur per dag, zeven dagen per week. Tom Poes weet genoeg en heer Bommel en Joost trekken ook hun conclusie. Ze gaan hun lood terug verkopen aan Super en Hieper. 
De handel van Super en Hieper is intussen verplaatst naar buiten de stad met het oog op een discrete aanvoer en afvoer. Ze beginnen zich net zorgen te maken hoe aan meer lood te komen, als heer Bommel zich meldt met een beladen Oude Schicht en bediende Joost met een afgeladen handkar. Commissaris Bulle Bas houdt het pand al enige tijd in de gaten en constateert een hernieuwde lood toevoer. Ook de markies vertelt hem dat hij zijn lood heeft laten inleveren en de loodzwendel in handen van een advocaat heeft gelegd. Bulle Bas is geschokt omdat ook de politie aan loodhervorming heeft gedaan.
Heer Bommel en Tom Poes komen ambtenaar Dorknoper tegen. Die constateert dat de stad eerst is ontwricht door de loodhervorming en nu door het staken van de goudfabricage. "Waarom is dat gebeurd?" Heer Bommel legt uit dat goud maken 40 jaar werken vereist. Dat neemt de zorgen van de ambtenaar niet weg wegens de teruglopende belastingopbrengsten en de toenemende subsidieaanvragen. 
Ambtenaar Dorknoper en commissaris Bulle Bas herkennen bij het pakhuis van Super en Hieper veel lood dat afkomstig is uit gemeentepanden. Hoe moet de waterleiding worden hersteld? Bulle Bas vindt de diefstal het ergst. Hij gaat de directie een verhoor afnemen. Super werpt tegen dat hij ook hooggeplaatsten onder zijn clientèle had. Op dat moment verschijnen Tom Poes en Wammes Waggel op het toneel. Door een balspel met de steen der wijzen van Wammes verandert het buiten opgeslagen lood in een geel metaal. Tegelijkertijd verdwijnt de steen zo tussen een grote massa keien voorgoed buiten beeld. Ambtenaar Dorknoper meent dat het 24-karaats goud is geworden. Bulle Bas trekt snel zijn conclusies. De schade kan nu ruim worden betaald. Dat is gunstig omdat ook hooggeplaatsten geprobeerd hebben lood te hervormen. Als de loodhandelaars nu zouden verdwijnen dan zou hij dat niet merken. Aldus geschiedt. Super en Hieper rennen het verhaal uit door de achterdeur. Wammes Waggel neemt blij afscheid van Tom Poes. Goud maken was enigjes. Ook ambtenaar Dorknoper is financieel tevreden. Juridisch zal het dan ook wel geen ernstige gevolgen geven. De twee vrienden rijden vervolgens terug naar Bommelstein.
Heer Bommel maakt zich intussen zorgen over zijn waterleiding. Op het kasteel is Roerik weer aanwezig. Hij is weer loodgieter geworden. Nuttig werk. Joost heeft hem al opdracht gegeven tot de aanleg van een waterleiding. Op de slotmaaltijd geeft ook de markies acte de présence. Zijn onderkomen is eveneens getroffen door een gebrek aan de waterleiding. Hij neemt in de eetzaal Roerik Ommenom waar. Hij is daar niet blij mee. Heer Bommel is in opperbeste stemming.